# Gynoplistia argyropleura
Gynoplistia argyropleura là một loài ruồi trong họ Limoniidae. Chúng phân bố ở miền Australasia.